# برجله
برجله، روستایی از توابع بخش مرکزی شهرستان ازنا در استان لرستان ایران است.

## جمعیت
این روستا در دهستان پاچه لک غربی قرار دارد و براساس سرشماری مرکز آمار ایران در سال ۱۳۸۵، جمعیت آن ۵۰۶ نفر (۹۲ خانوار) بوده‌است.  با توجه به اینکه تعدادی از گرجی ها در ان روستا بودند نام روستا از کلمه برجغله که یک کلمه گرجی و به معنی خورشید هفت پر می باشد اخذ شده است  